# استفانو اولیویری
استفانو اولیویری (انگلیسی: Stefano Olivieri؛ زادهٔ ۲۲ ژوئن ۱۹۸۳) بازیکن فوتبال اهل ایتالیا است.
از باشگاه‌هایی که در آن بازی کرده‌است می‌توان به باشگاه فوتبال کیه‌وو ورونا، باشگاه فوتبال آنکونا، و باشگاه فوتبال دلفینو پسکارا اشاره کرد.